# Keysseria
Keysseria es un género de plantas con flores perteneciente a la familia  Asteraceae. Comprende 17 especies descritas y solo 4 aceptadas. Es originario de Indonesia y Hawái

## Taxonomía
El género fue descrito por Carl Adolf Georg Lauterbach y publicado en Repert. Spec. Nov. Regni Veg. 13: 241. 1914. La especie tipo es: Keysseria papuana Lauterb.

## Especies seleccionadas
A continuación se brinda un listado de las especies del género Keysseria aceptadas hasta agosto de 2012, ordenadas alfabéticamente. Para cada una se indica el nombre binomial seguido del autor, abreviado según las convenciones y usos.
- Keysseria erici (C.N.Forbes) Cabrera
- Keysseria helenae (C.N.Forbes & Lydgate) Cabrera
- Keysseria maviensis (H.Mann) Cabrera
- Keysseria pickeringii (A.Gray) Cabrera